# Stanley Brodsky
Stanley J. Brodsky (nacido el 9 de enero de 1940) es un físico teórico estadounidense y profesor emérito del Grupo de Teoría SLAC del Laboratorio Nacional del Acelerador SLAC de la Universidad de Stanford.

## Biografía
Brodsky obtuvo una licenciatura en 1961 y un doctorado en física en 1964 de la Universidad de Minnesota, donde su asesor fue Donald R. Yennie. Después de dos años como investigador asociado de Tsung-Dao Lee en la Universidad de Columbia, en 1966 comenzó a trabajar para SLAC, donde se convirtió en profesor en 1976.
La investigación de Brodsky se ha centrado en la cromodinámica cuántica, que es la teoría que describe las interacciones fuertes entre quarks y gluones. Sus artículos en coautoría con Glennys Farrar, Scaling Laws at Large Transverse Momentum (Phys. Rev. Lett., 1973), y con Peter Lepage, Exclusive Processes in Perturbative Quantum Chromodynamics (Phys. Rev. D, 1980), dieron lugar a la concesión del Premio Sakurai de Física Teórica de Partículas,« por aplicaciones de la teoría cuántica perturbativa de campos a cuestiones críticas de la física de partículas elementales, en particular, al análisis de procesos de interacción fuerte exclusivos y duros». Recibió el Premio Pomeranchuk, un premio internacional de física teórica en 2015.